# Hajmás
Hajmás là một thị trấn thuộc hạt Somogy, Hungary. Thị trấn này có diện tích 11,11 km², dân số năm 2010 là 243 người, mật độ 22 người/km².